# East Brewton (Alabama)
East Brewton es una ciudad ubicada en el condado de Escambia, Alabama, Estados Unidos. Según el censo de 2020, tiene una población de 2293 habitantes.

## Demografía
En el 2000el ingreso promedia de los hogares era de $23.125 y el ingreso promedio de las familias era de $30.610. El ingreso per cápita para la localidad era de $12.531. Los hombres tenían un ingreso per cápita de $26.281 contra $17.500 para las mujeres.
Según la estimación 2015-2019 de la Oficina del Censo, el ingreso promedio de los hogares es de $36.696 y el ingreso promedio de las familias es de $55.313.

## Geografía
La localidad está ubicada en las coordenadas 31°5′29″N 87°3′19″O / 31.09139, -87.05528 (31.09144, -87.055345).
Según la Oficina del Censo de los EE. UU., tiene un área total de 3.44 millas cuadradas (8.92 km²).